# Krusenstiern (Adelsgeschlecht)

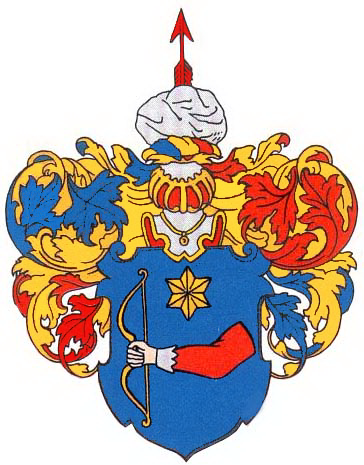
Wappen derer von Krusenstiern

Krusenstiern, auch Krusenstern, schwedisch Krusenstierna, Krusenstjern, Krusenstjerna, russisch Крузенште́рн ist der Name eines schwedisch-estländischen Adelsgeschlechts. Die Familie besteht gegenwärtig in Schweden, Deutschland, Polen, Russland, den USA, Australien und Kanada fort.

## Geschichte
Das Geschlecht stammt aus der Grafschaft Mansfeld und beginnt seine Stammreihe mit dem lutherischen Pfarrer Johannes Krause, latinisiert Crusius († 1558). Des vorgenannten Enkel Philipp Crusius (1597–1676) wurde 1640 holsteinischer Resident in Reval und trat dort in schwedische Dienste. Bei der Errichtung der estländischen Adelsmatrikel wurde seine Familie am 11. Februar 1746 in diese eingetragen (Nr. 97). Er wurde am 9. März 1649 mit dem Prädikat „von Kruus“ in den schwedischen Adelsstand erhoben und 1650 als „Crusenstierna“ bei der Ritterklasse der schwedischen Ritterschaft introduziert (Nr. 460). Unter seinen nachstehenden Enkeln teilte sich die Familie in eine schwedische und eine estländische Linie.

### Schwedische Linie
Nachdem der schwedische Oberst Adolf Fredrik von Krusenstierna (1679–1713) in der Schlacht bei Pälkäne gefallen war, siedelte seine Witwe mit den Kindern ins schwedische Kernland über. Die Enkel des Enkel des schwedischen Konteradmirals Mauritz Peter von Krusenstierna (1766–1813), Mauritz Peter Grameen (1766–1813) schwedischer Konteradmiral und Fredrik Vilhelm Grameen (1768–1822), schwedischer Major bei der Marine wurden 1801 und 1805 von der Familie Krusenstierna adoptiert. 1803 und 1805 wurde beide Familien bei der Ritterklasse der schwedischen Ritterschaft als „Krusenstjerna“ introduziert. Nachkommen sowohl der ursprünglichen als auch der adoptierten Linien bestehen gegenwärtig fort.

### Estländische Linie
Der schwedische Oberstleutnant und estländische Mannrichter Ewert Philipp von Krusenstern (1676–1748) stiftete die estländische Linie. Innerhalb der Matrikel der heutigen Baltischen Ritterschaft wird die Familie mit der sub.Nr. 343 geführt.
historischer Güterbesitz im Russischen Kaiserreich
- im Gouvernement Estland: Ahagser, Aß, Jeß, Kappel, Kelp, Koddil, Kullina, Loal, Morras, Perrisaar, Piera, Sternhof, Wahhast, Mannamois, Warrang und Wiems. Die Güter Haggud (seit 1659), Jerlep-Ummern und Lodensee wurden durch die 1919 eingeleitete Landreform konfisziert.
- im Weichselland: Dojlidn, Frankamionka, Konjuchi, Niemirow, Hornszow, Radzimin, Uchnin, Zabludow und Rasaluwka.
- im Gouvernement Wladimir: Gawalino.
- im Gouvernement Cherson: Baranawo bei Odessa.

## Angehörige
- Philipp Crusius (1597–1676), schwedischer Statthalter von Reval
- Mauritz Peter von Krusenstierna (1766–1813), schwedischer Konteradmiral
- Adam Johann von Krusenstern (1770–1846), baltisch-russischer Admiral und Weltumsegler
- Friedrich von Krusenstiern (1782–1857), estländischer Landrat
- Alexander von Krusenstiern (1807–1888), russischer Senator und Wirklicher Staatsrat
- Paul Theodor von Krusenstern (1809–1881), baltisch-russischer Polarforscher der russischen Flotte
- Friedrich von Krusenstiern (1823–1898), russischer Admiral
- Otto Paul von Krusenstern (1834–1871), baltisch-russischer Marineoffizier und Polarforscher
- Nikolai von Krusenstiern (1854–1940), russischer General der Kavallerie
- Henning von Krusenstierna (1862–1933), schwedischer Admiral
- Gottfried von Krusenstjern (1868–1917), deutsch-baltischer Arzt und Kommunalpolitiker
- Otto von Krusenstjern (1870–1923), Dipl.-Ingenieur-Chemiker der Französisch-Belgischen Kupferwerke in St. Petersburg
- Otto von Krusenstern (1880–1935), russischer Generalmajor
- Agnes von Krusenstjerna (1894–1940), schwedische Schriftstellerin
- Georg von Krusenstjern (1899–1989), deutsch-baltischer Historiker und Genealoge
- Benigna von Krusenstjern (* 1947), deutsche Historikerin

Philipp Crusius (1597–1676)
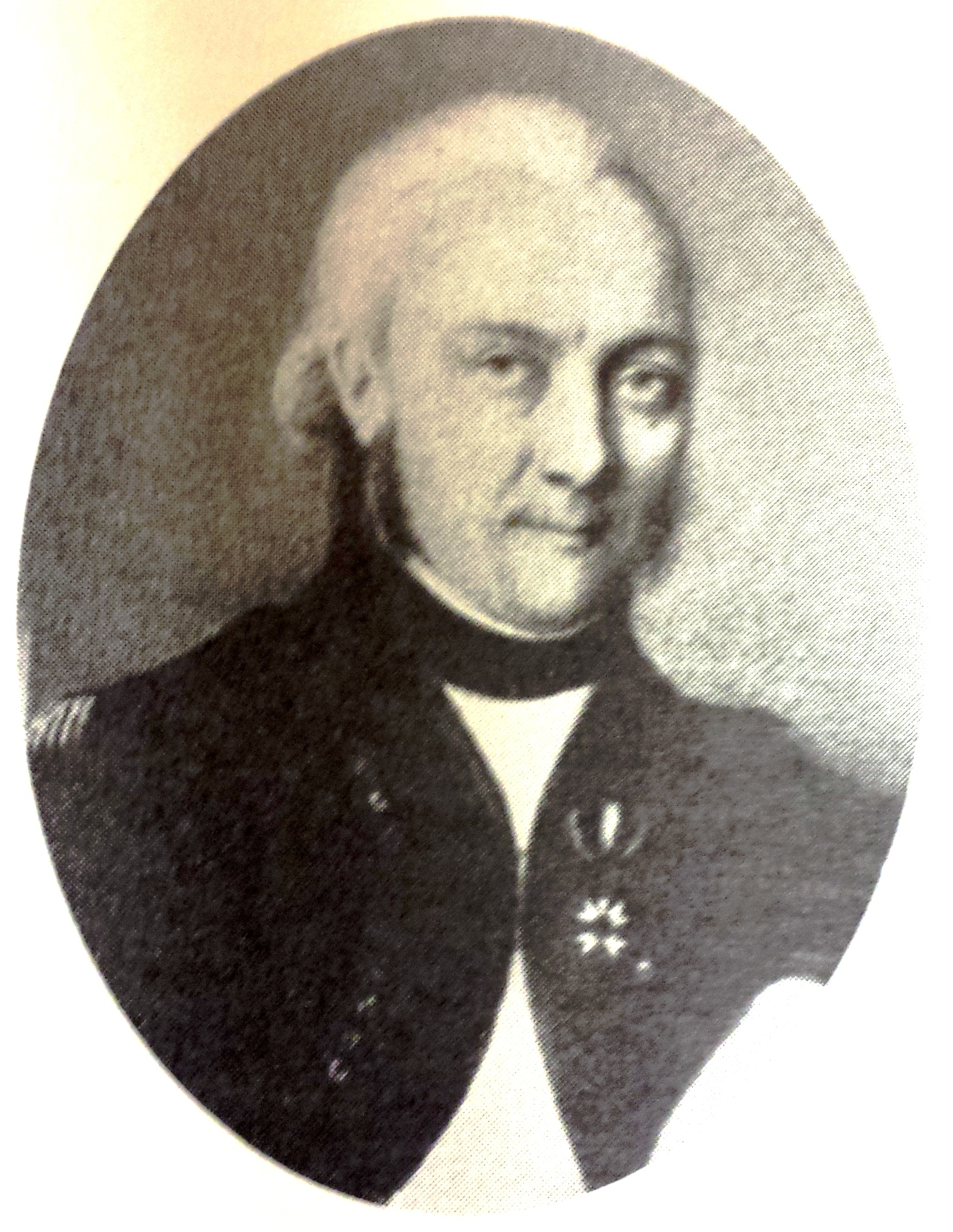
Mauritz Peter von Krusenstierna (1766–1813)
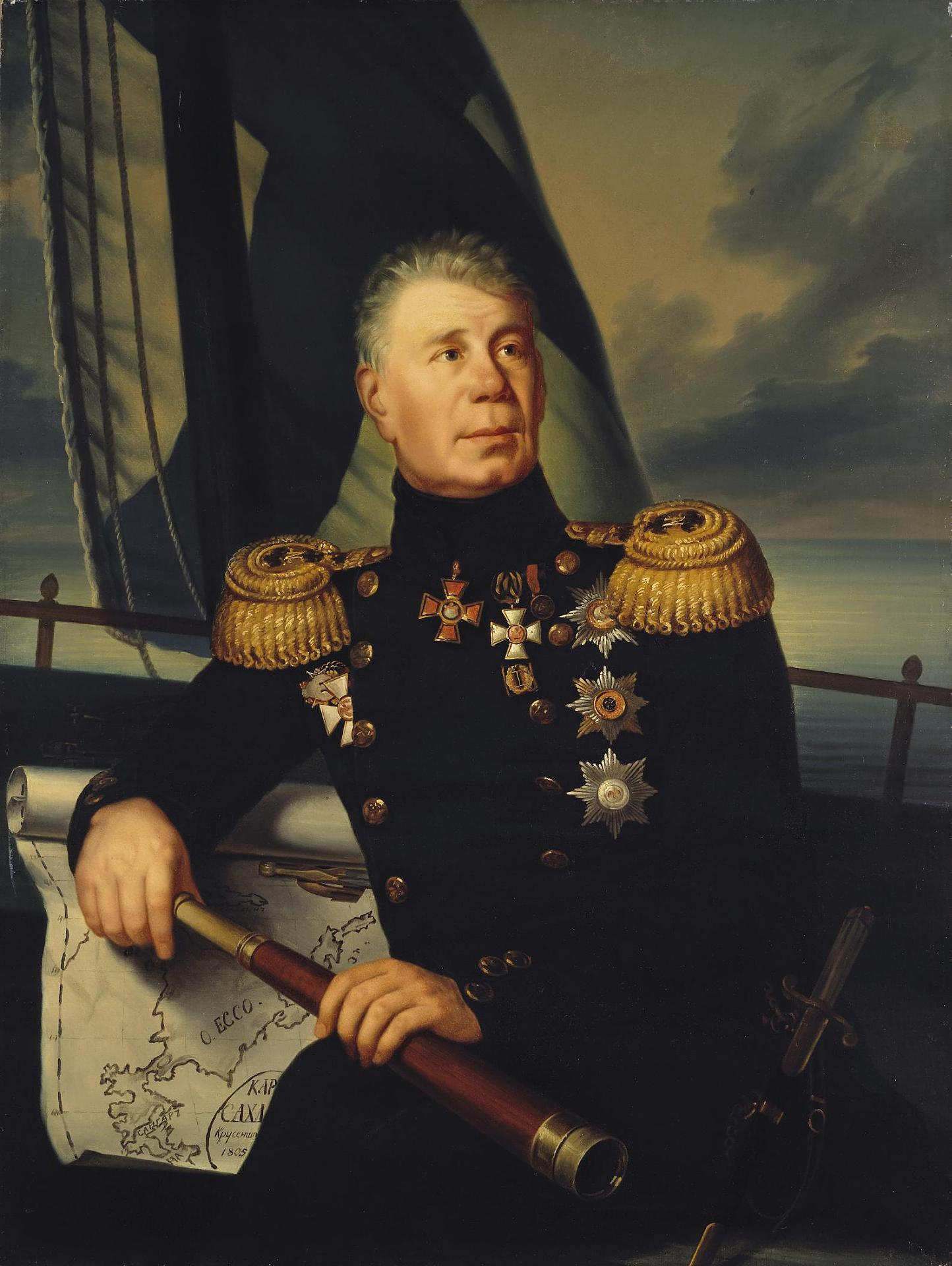
Adam Johann von Krusenstern (1770–1846)
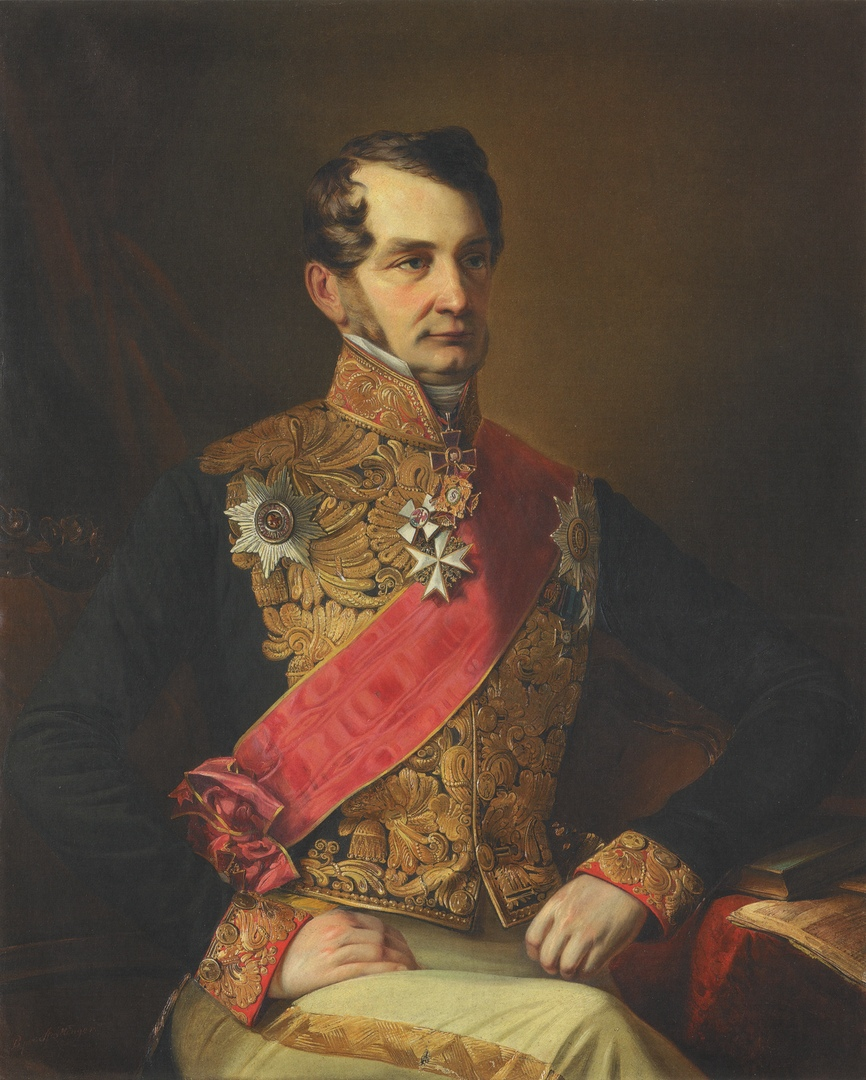
Alexander von Krusenstiern (1807–1888)
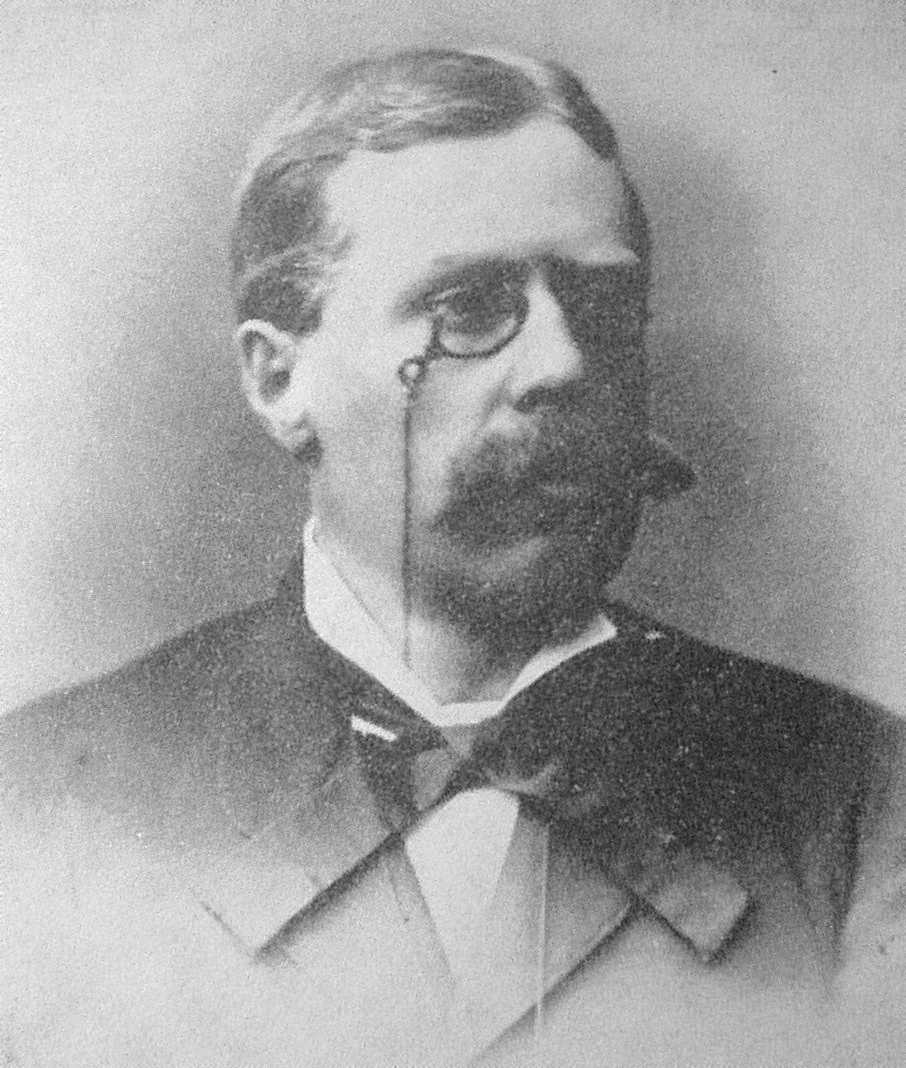
Edvard von Krusenstjerna (1841–1907)
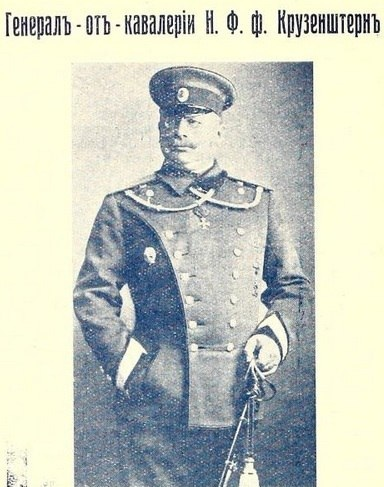
Nikolai von Krusenstiern (1854–1940)
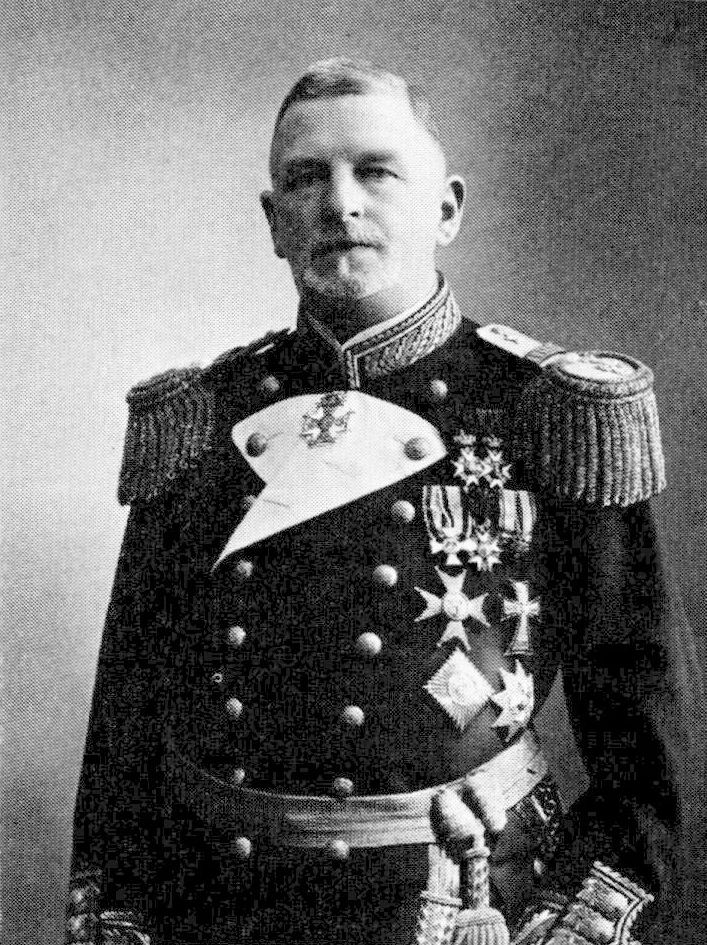
Henning von Krusenstierna (1862–1933)
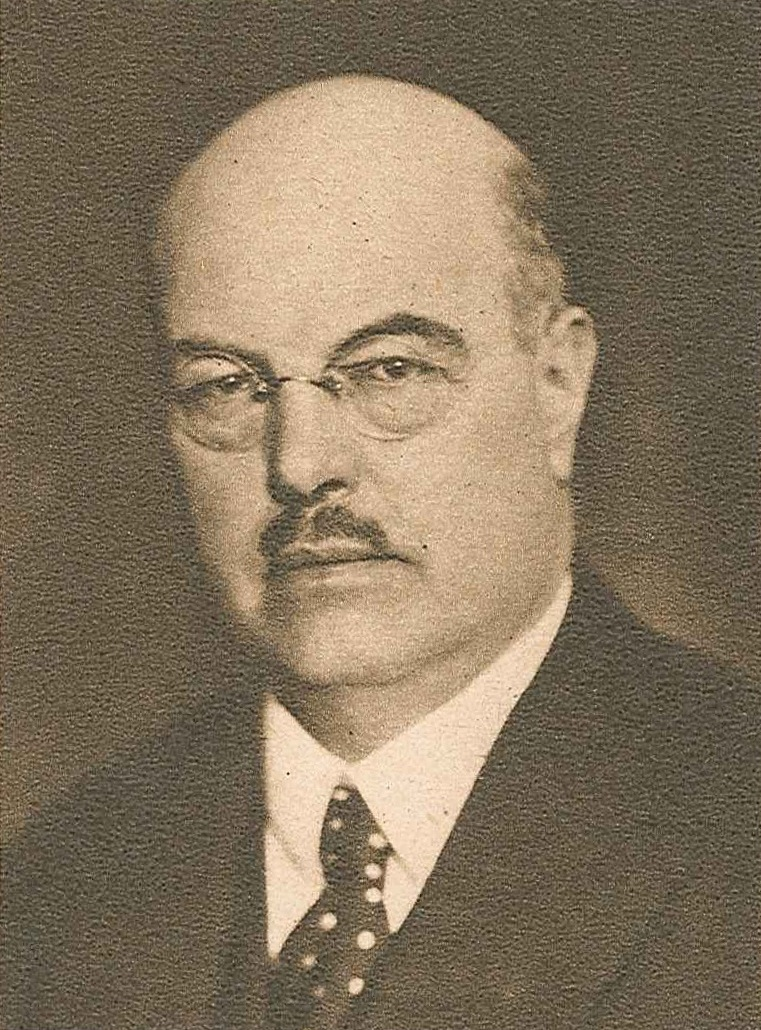
Folke von Krusenstjerna (1872–1966)
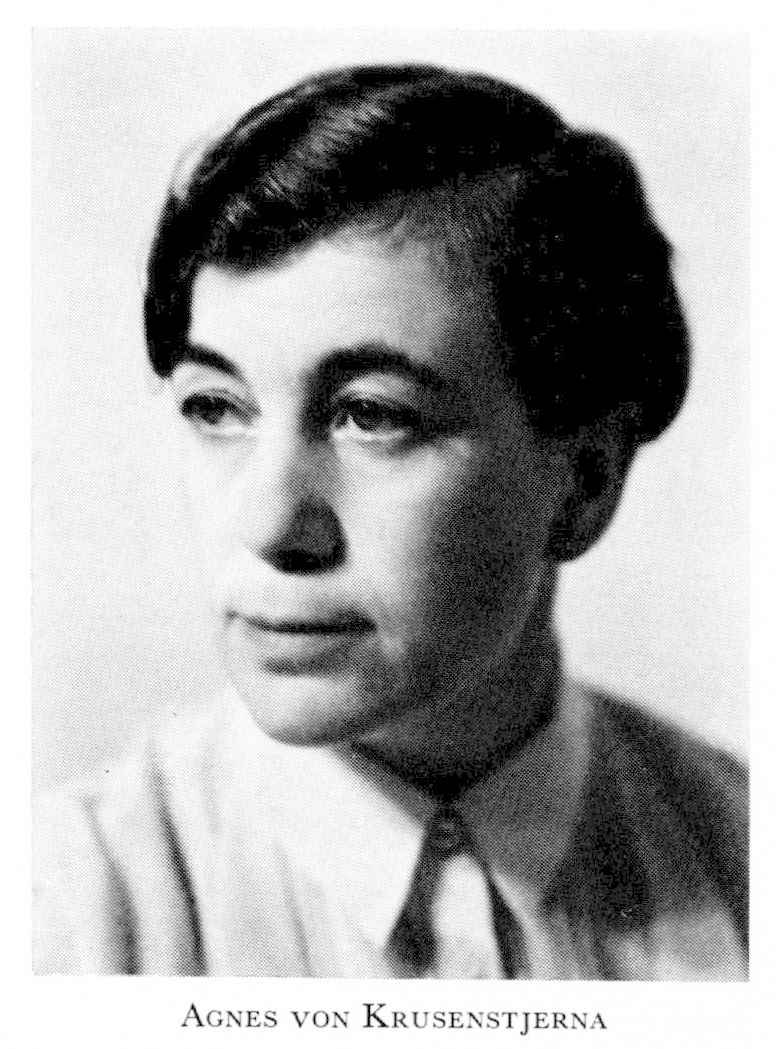
Agnes von Krusenstjerna (1894–1940)

## Wappen
Philipp Crusius (1597–1676) siegelte vorher mit einem Sparren und drei Rosen, welche sich als Helmzier wiederholten.
Das Wappen (1749) zeigt in Blau einen rot bekleideten Arm mit silbergezackten Ärmelaufschlag, einen golden aufrechten Bogen haltend, überhöht von einem goldenen sechsstrahligen Stern. Auf dem gold-blau-rot bewulsteten Helm mit blau-goldenen und rot-goldenen Decken ein silberner Turban aus dem ein roter aufrechter Pfeil hervorgeht.
Adam Johann von Krusenstern (1770–1846) führt sein Wappen mit Schildhaltern, links ein nackter Malaie, rechts ein Chinese. Wahlspruch: „spe fretus“ (deutsch „abhängig von der Hoffnung“).

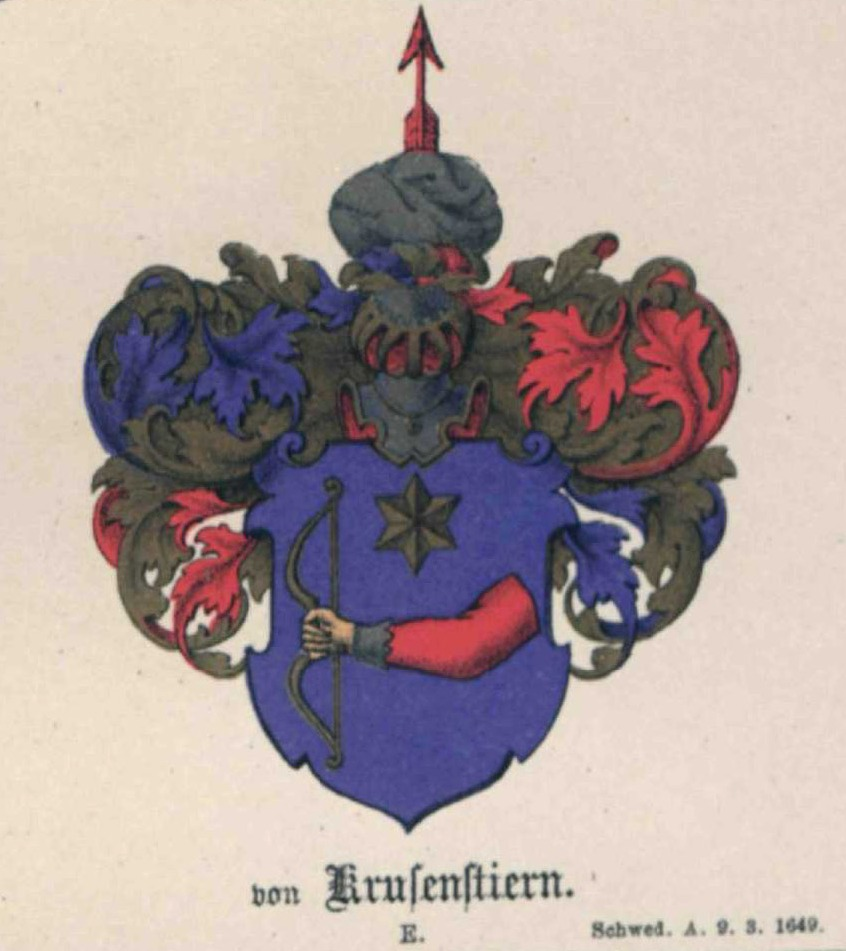
Wappen derer von Krusenstern